# Tiziu Jidalias
Jidalias dos Anjos Pinto (Bahia, 6 de agosto de 1969) é um empresário, ex-deputado estadual por Rondônia, de 2007 a 2010 e filiado ao partido Solidariedade.
Em 2006 foi o terceiro deputado estadual com mais votos em Rondônia, total de 12.421 votos. Como deputado estadual conseguiu investimento de cerca de 100 milhões de reais para todo o estado, direcionando 25 milhões deste valor para sua cidade, Ariquemes.
Filiado ao Partido Progressista disputou a vaga de vice-governador na chapa de João Cahula (PPS) no ano de 2010.
Em 2018, pelo Solidariedade, fez 28.577 votos na disputa por uma vaga a deputado federal por Rondônia. Foi diplomado pelo Tribunal Regional Eleitoral de Rondônia como primeiro suplente de deputado federal.

## Vida Pessoal
Tiziu chegou em Rondônia com 11 anos de idade em um caminhão pau de arara. Trabalhou na roça, foi chapa, lavador de carros, requeiro no Garimpo Bom Futuro e motorista de caminhão. Montou sua primeira revenda de motocicletas na cidade de Ariquemes, a Rondo Motos, empresa que cresceu tanto que acabou virando referência nacional.
Vendeu a empresa por um valor e conseguiu com sua administração reduzir todo o patrimônio do valor vendido a menos de 2 milhões de reais (valor declarado pelo mesmo em sua candidatura).